# بید پیشی ژاپنی
بید پیشی ژاپنی (نام علمی: Salix chaenomeloides) نام یک گونه از سرده بید است.